# 4551 Cochran
4551 Cochran este un asteroid din centura principală, descoperit pe 28 iunie 1979 de Edward Bowell.